# Ideális vezető
Az ideális vezető az ellenállás nélküli elektromos vezető fizikai modellje. Olyan esetekben használjuk, amikor a vezetők ellenállása elhanyagolhatóan kicsi a többi hatáshoz képest. Jól használható például a kapcsolási rajzok esetében, ahol a vezetékek néhány tized ohmos ellenállása elhanyagolható a nem ritkán több kiloohmos ellenállású egyéb áramköri elemek mellett. Másik terület a ideális magnetohidrodinamikai modell, amely tökéletesen vezető folyadékot feltételez.
Jelenleg az összes ismert ideális vezető szupravezető.
Míg az ideális vezető modellje a klasszikus fizikai modell, a szupravezetők működése kvantumfizikai módszerekkel magyarázható csak. A szupravezetésnél fellép a Meissner-effektus, ahol a mágneses erővonalakat a szupravezető kizárja magából – ezzel az ideális vezető modellje nem számol.
Gyakorlatban az erősáramú gyűjtősíneknél és elektromágneseknél fontos a vezetőképesség növelése.